# 弗兰肯多夫
弗兰肯多夫是德国图林根州的一个市镇。总面积2.68平方公里，总人口174人，其中男性87人，女性87人（2011年12月31日），人口密度65人/平方公里。